# Journal d'une femme de chambre (2015)
Journal d'une femme de chambre é um filme franco-belga de 2015, do género drama, realizado por Benoît Jacquot, com roteiro de Helene Zimmer e do próprio Jacquot baseado no romance homónimo de Octave Mirbeau.
Protagonizado por Léa Seydoux e Vincent Lindon, estreou-se em França a 1 de abril, no Brasil, a 3 de setembro, e em Portugal, a 31 de dezembro de 2015.
No Brasil, foi apresentado pela Mares Filmes no Festival Varilux de Cinema Francês 2015.

## Sinopse
Em 1900, a jovem Célestine viaja até Paris para trabalhar como camareira para a família Lanlaire. Além de sofrer continuamente o assédio do seu patrão, Célestine também tem que lidar com a rigidez de madame Lanlaire, até que conhece o jardineiro Joseph, por quem acaba sentindo uma forte atração.

## Elenco
- Léa Seydoux como Célestine
- Vincent Lindon como Joseph
- Clotilde Mollet como a madame Lanlaire
- Hervé Pierre como o senhor Lanlaire
- Mélodie Valemberg como Marianne
- Patrick d'Assumçao como o capitão Mauger
- Vincent Lacoste como Georges
- Joséphine Derenne como a avó de Georges
- Dominique Reymond como a recrutadora
- Rosette como Rose
- Adriana Asti como a madame
- Aurélia Petit como a amante
- Simon Arnaud como o vigário

## Recepção
No agregador de críticas Rotten Tomatoes, que categoriza as opiniões apenas como positivas ou negativas, o filme tem um índice de aprovação de 65% calculado com base em 34 comentários dos críticos. Já no agregador Metacritic, com base em 16 opiniões de críticos que escrevem para a imprensa tradicional, o filme tem uma média ponderada de 56 entre 100, com a indicação de "críticas mistas ou neutras".